# Aeroporto di Kazačinskoe
L'aeroporto di Kazačinskoe (ICAO: UITK) è un aeroporto regionale situato nel villaggio di Kazačinskoe, nell'Oblast' di Irkutsk. È presente un terminal passeggeri costruito nel 2003 con un'area di 1 100 m². L'aeroporto dispone di un ufficio postale, un ufficio telegrafico e una biglietteria. La capacità dell'aeroporto è di 50 passeggeri all'ora.
Fino al 2006 c'erano voli regolari per Irkutsk operati dagli Antonov An-24. Successivamente l'aeroporto è stato chiuso per violazione delle norme antincendio. Sono ripresi nel luglio 2013, quando la compagnia aerea PANH ha iniziato a utilizzare un Cessna 208 Grand Caravan sulla rotta da Ulan-Udė via Irkutsk. Nel maggio 2016, a causa di "problemi finanziari interni", la PANH ha interrotto i voli nella regione di Irkutsk, inclusa Kazačinskoe. I voli Irkutsk - Kazačinskoe sono stati successivamente ripresi dalla Siberian Light Aviation su velivoli della famiglia dei Let L 410.

## Incidenti
- 12 settembre 2021: il volo Siberian Light Aviation 51 è precipitato a circa 4 chilometri dall'aeroporto di Kazačinskoe. Le cause sono oggetto di indagine da parte dell'Interstate Aviation Committee (IAC o MAK), la commissione russa per gli incidenti. L'incidente ha provocato 4 vittime.[4]